# Énna Derg
Énna Derg, figlio di Dui Finn (... – ...), è stato, secondo la leggenda e la tradizione storica irlandese medievale, re supremo d'Irlanda.
Prese il potere uccidendo il suo predecessore Muiredach Bolgrach, che aveva ucciso il padre di Énna. Durante il suo regno in Irlanda sarebbero state coniate le prime monete. Regnò per 12 anni prima di morire di peste a Sliab Mis. Gli succedette il figlio Lugaid Íardonn. Il Lebor Gabála Érenn sincronizza il suo regno con quello di Artaserse I (465-424 a.C.) di Persia. Goffredo Keating data il suo regno dal 670 al 658 a.C., gli Annali dei Quattro Maestri dall'893 all'881 a.C.